# Трамбле, Жиль (композитор)
Жиль Трамбле́ (фр. Gilles Tremblay; род. 6 сентября 1932, Арвида, Квебек, Канада) — канадский композитор.

## Биография
В 1952 году познакомился с Эдгаром Варезом, испытал его влияние. Учился в Монреале и Париже (1954—1961), где его наставниками были Оливье Мессиан, Ивонна Лорио, Морис Мартено. С конца 1950-х годов посещал летние курсы Пуссёра, Штокхаузена, Булеза в Дармштадте. В 1961—1998 годах преподавал композицию в Квебекской консерватории в Монреале. В 1986—1988 возглавлял Квебекское общество современной музыки.

## Сочинения
- Cantique de durées для семи инструментальных групп (1960)
- Champs I для фортепиано и двух перкуссионистов (1965)
- Sonorisation du Pavillion du Québec для электроники (1967)
- Souffles (Champs II) для двух флейт, гобоя, кларнета, валторны, двух труб, двух тромбонов, фортепиано, двух перкуссионистов и контрабаса (1968)
- Vers (Champs III) для двух флейт, кларнета, трубы, валторны, трех перкуссионистов, трех скрипок и контрабаса (1969)
- Jeux de solstices для оркестра (1974)
- Oralléluiants для сопрано, бас-кларнета, валторны, двух перкуссионистов и трех контрабасов (1975)
- Fleuves для фортепиано, ударных и оркестра (1976)
- Vers le soleilдля оркестра (1978)
- Le Signe du lionдля валторны и там-тама (1981)
- Triojubilus «À Raphaël» для флейты, арфы и колокольчиков (1985)
- Musique du feu для фортепиано и оркестра (1991)
- L’arbre de Borobudur для валторны, двух арф, контрабаса, волн Мартено, двух перкуссионистов и гамелана (1994)
- L’espace du coeur (Miron-Machaut) для смешанного хора и ударных (1997)
- Les pierres crieront для виолончели и расширенного оркестра (1998)
- A quelle heure commence le temps? для баритона, ударных, фортепиано и оркестра (1999)
- L’appel de Kondiaronk: symphonie portuaire для сирен и двух локомотивов (2000)
- ‘Croissant’, струнный квартет (2001)
- En partage , концерт для альта и оркестра (2002)
- L’eau qui danse, la pomme qui chante et l’oiseau qui dit la vérité, опера-феерия (2009)

## Признание
Офицер Национального ордена Квебека (1991). Орден Канады (2012).